# Vincey
Vincey är en kommun i departementet Vosges i regionen Grand Est (tidigare regionen Lorraine) i nordöstra Frankrike. Kommunen ligger i kantonen Charmes som tillhör arrondissementet Épinal. År 2022 hade Vincey 2 073 invånare.

## Befolkningsutveckling
Antalet invånare i kommunen Vincey
| Referens: INSEE |